# Muzeum Przyrody i Techniki w Starachowicach
Muzeum Przyrody i Techniki "Ekomuzeum" im. Jana Pazdura w Starachowicach – muzeum, położone w Starachowicach. Placówka mieści się na terenie dawnej huty i jest jednostką organizacyjną powiatu starachowickiego. 

## Historia i ekspozycja
Muzeum zostało utworzone w 2001 roku. Głównym orędownikiem jego powstania był prof. Jan Pazdur – historyk, dyrektor Wojewódzkiego Archiwum Państwowego w Kielcach oraz członek Instytutu Historii Kultury Materialnej Polskiej Akademii Nauk. Jest położone na 8 hektarach poindustrialnych terenów, na których umieszczono następujące ekspozycje stałe:
- "Zakład wielkopiecowy z 1841 roku", w skład której wchodzą zachowane budynki dawnej maszynowni oraz hali lejniczej. Pomiędzy nimi znajdował się zespół trzech wielkich pieców, rozebrany na początku XX wieku,
- "Wielki Piec z 1899 roku" wraz z ciągiem technologicznym torowisk kolejowych oraz wieży gichtowej dostarczającej materiały do wytopu surówki. Wśród prezentowanych maszyn znajdują się m.in. dmuchawa tłokowa, wyprodukowana w Rydze przez firmę Towarzystwo Akcyjne Budowy Maszyn Braci Klein, ręczna suwnica z 1898 roku. Sam piec został wygaszony w 1968 roku,
- "Górnictwo rud żelaza", zorganizowana w budynku wieży ciśnień. Obejmuje ona eksponaty związane w wydobyciem rud żelaza na ziemi świętokrzyskiej, sięgającym swoją historią dwa tysiące lat wstecz,
- "Technika samochodowa", poświęcona historii Fabryki Samochodów Ciężarowych „Star”. Wśród eksponatów prezentowane są m.in. następujące modele samochodów: Star 20, Star 200, Star 266R - uczestnik Rajdu Paryż-Dakar oraz Star 660 - replika jedynego polskiego papamobile.
- "Paleontologia", obejmująca tropy dinozaurów ery mezozoicznej, pochodzących m.in. z Wiór, Sołtykowa, Zapniowa, Błazin, Wierzbicy oraz Bałtowa. Ponadto eksponowane są modele gadów. Przy muzeum działa również Grupa Robocza Pstrego Piaskowca, zajmująca się paleontologiczną eksploracją pokładów tej skały,
- "Archeopark. Osada starożytnego hutnictwa żelaza" - plenerowa ekspozycja, obejmująca rekonstrukcje osady z początku naszego tysiąclecia. W jej składy wchodzą m.in. piecowisko dymarskie, chaty: kowala, złotnika, bursztyniarza, tkaczki, domy mieszkalne, pogańska świątynia oraz chata legionistów i chata rzymska. Na terenie osady organizowane są Pikniki Archeologiczne „Żelazne Korzenie”.

Ponadto muzeum organizuje wystawy czasowe oraz imprezy kulturalne (koncerty). Świadczy również usługi edukacyjne dla dzieci i młodzieży.
Muzeum jest obiektem całorocznym, czynnym z wyjątkiem poniedziałków. Wstęp jest płatny, a zwiedzanie odbywa się w grupach.

## Zabytek
Obszar Muzeum obejmuje zespół zakładu wielkopiecowego, wpisanego do rejestru zabytków nieruchomych (nr rej.: A.823/1-17 z 12.02.1966 i z 29.06.2011).

## Galeria

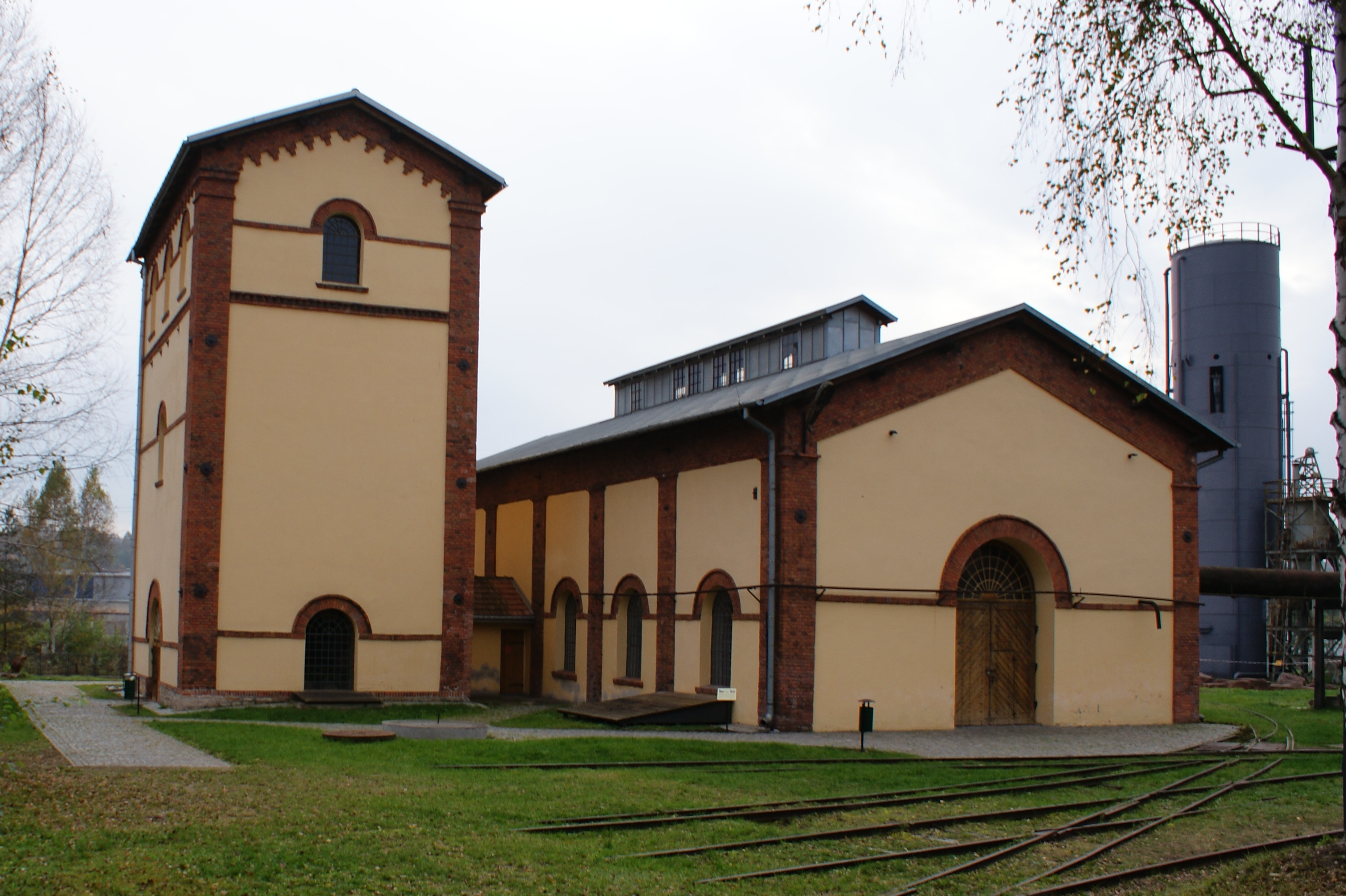
Wieża ciśnień oraz budynek maszyny wiatrowej
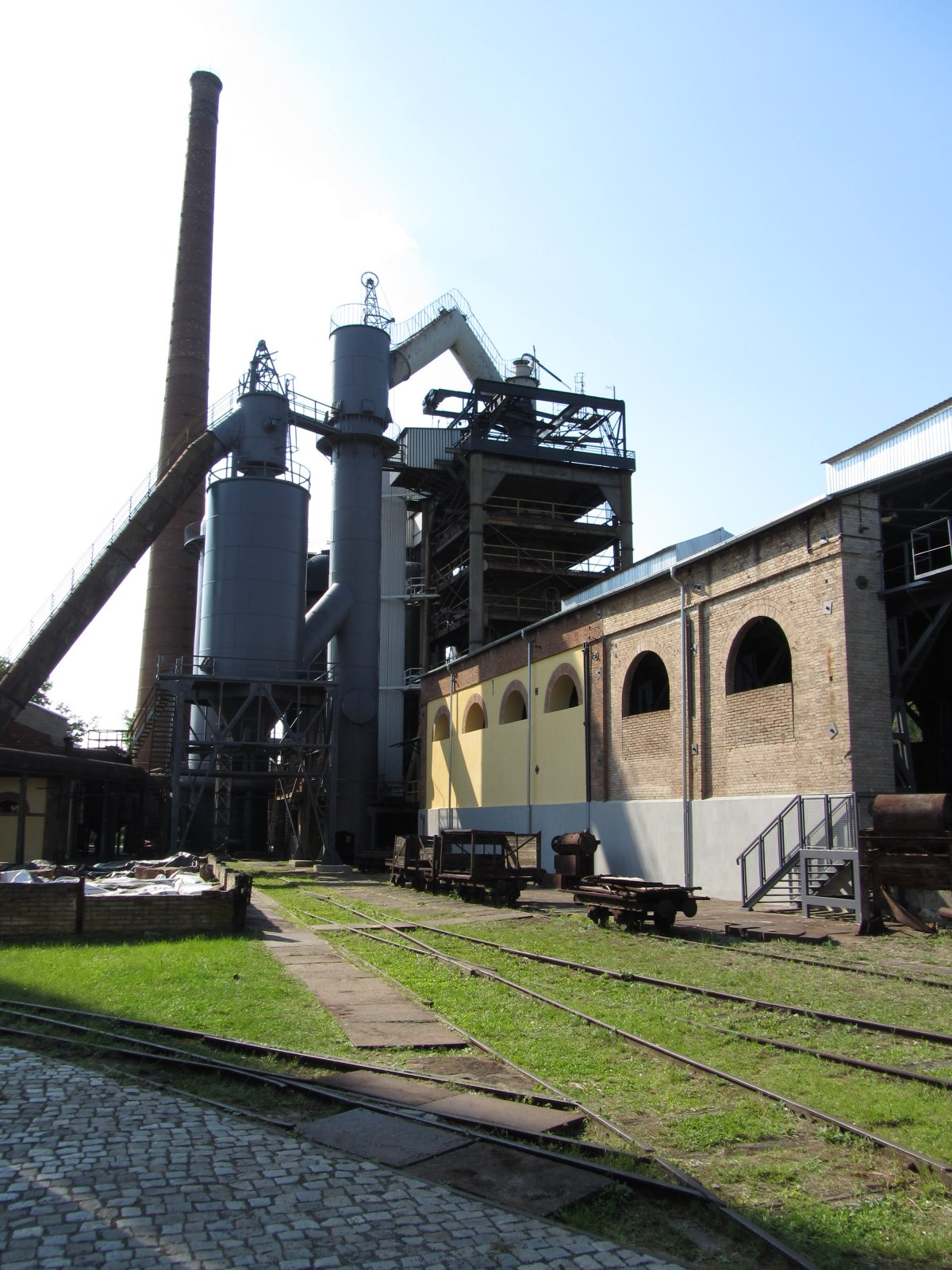
Wielki piec i hala spustowa
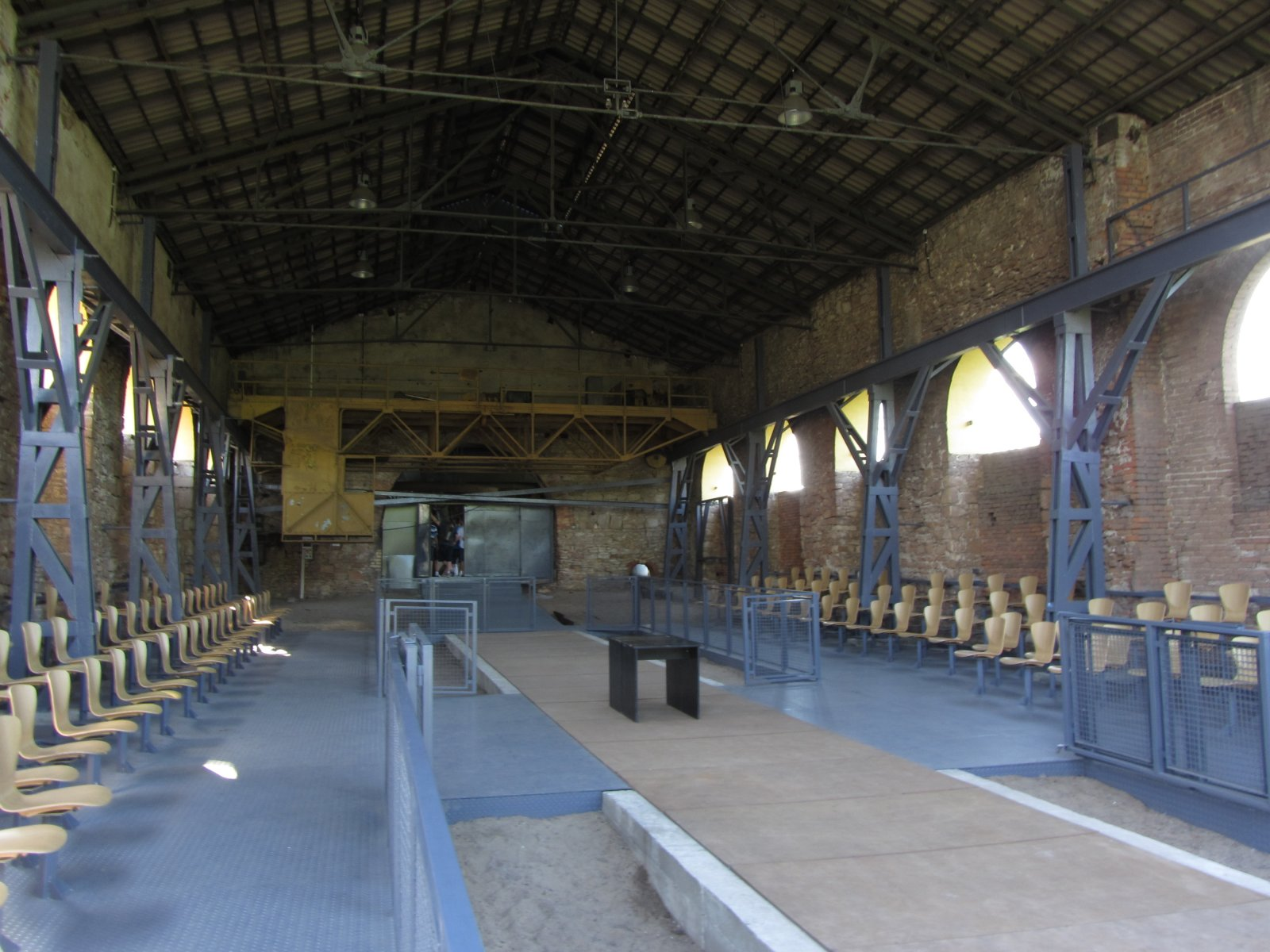
Hala spustowa - wnętrze
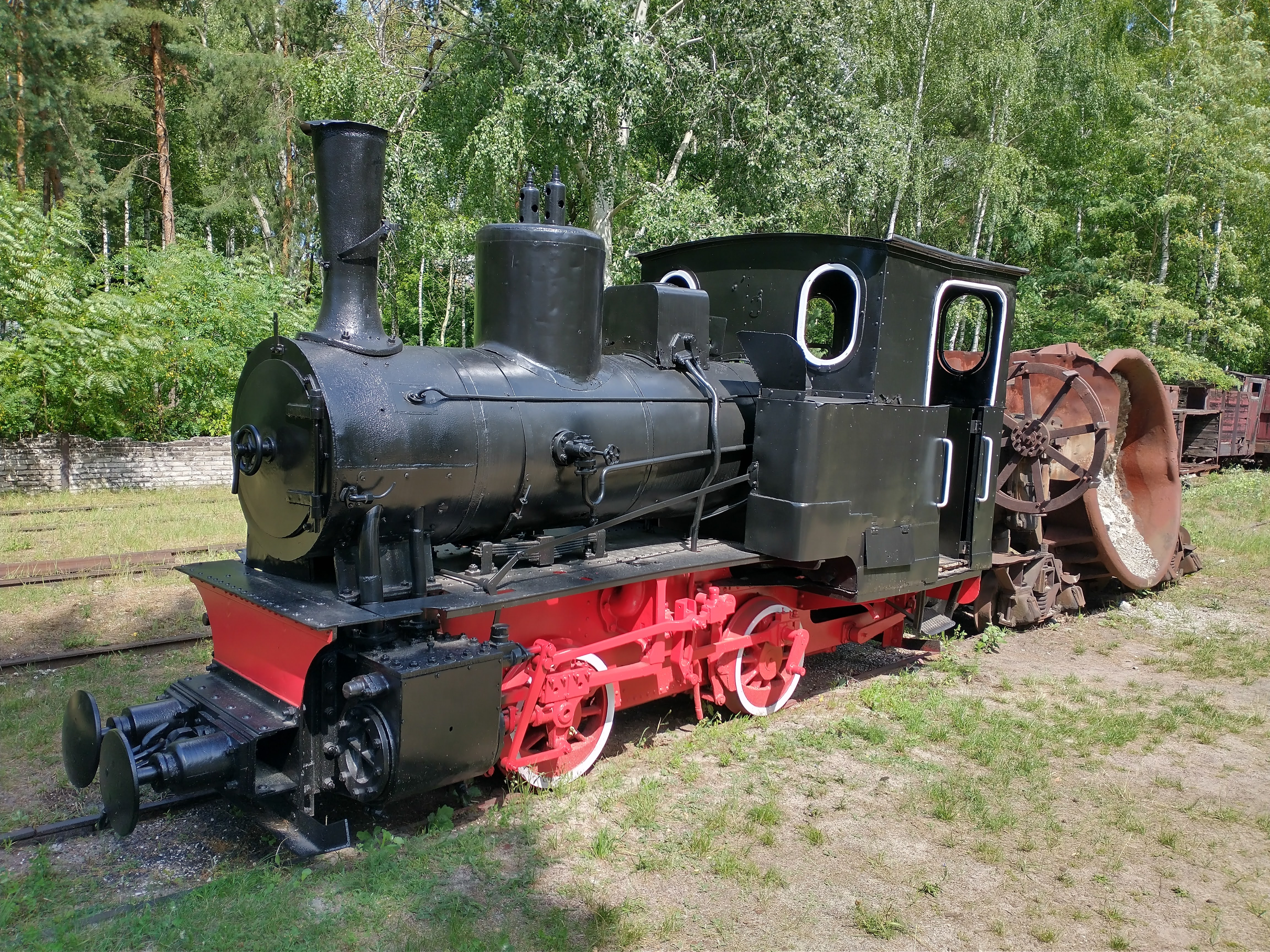
Parowóz z wagonem szlaki
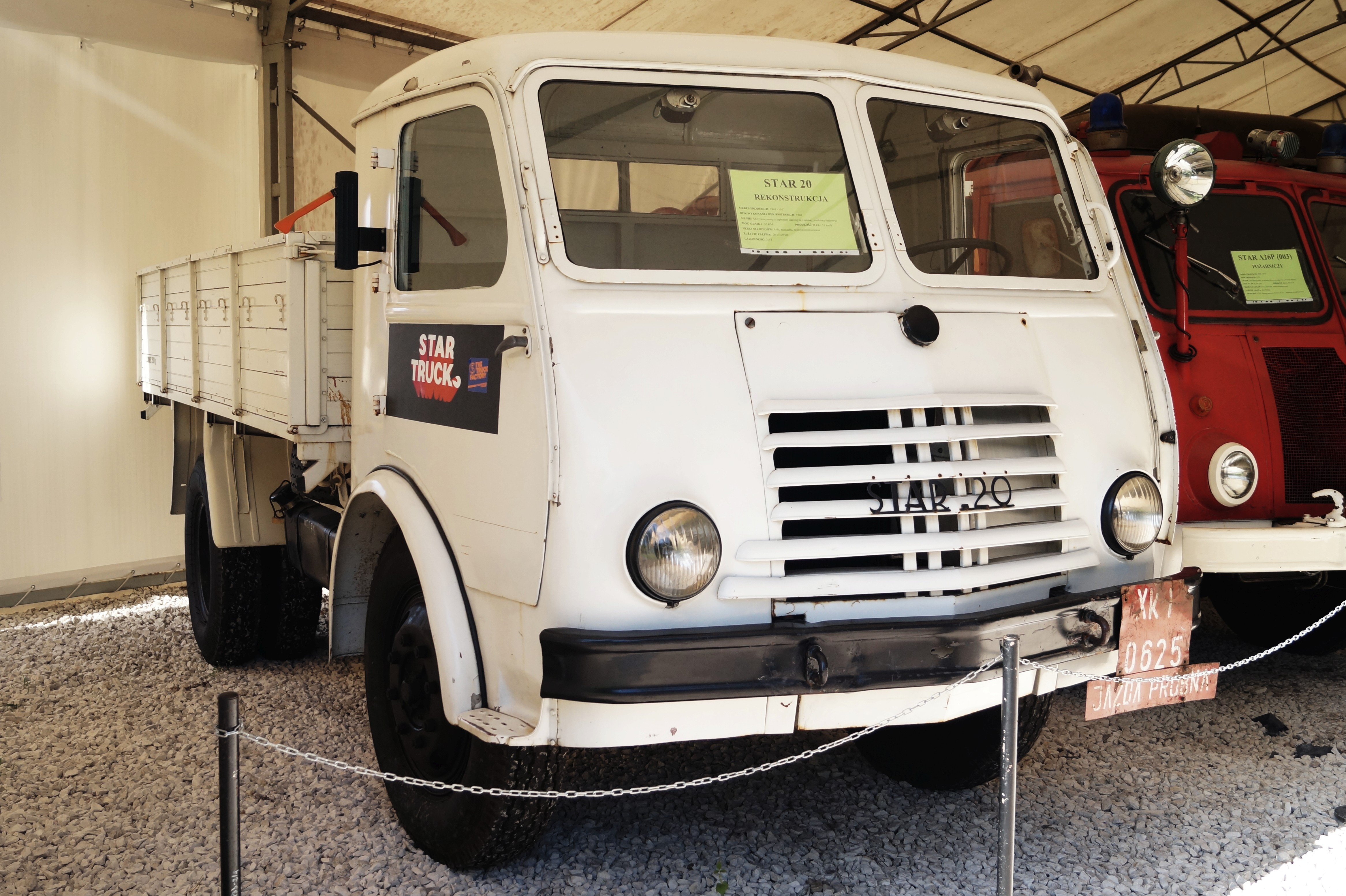
Star 20
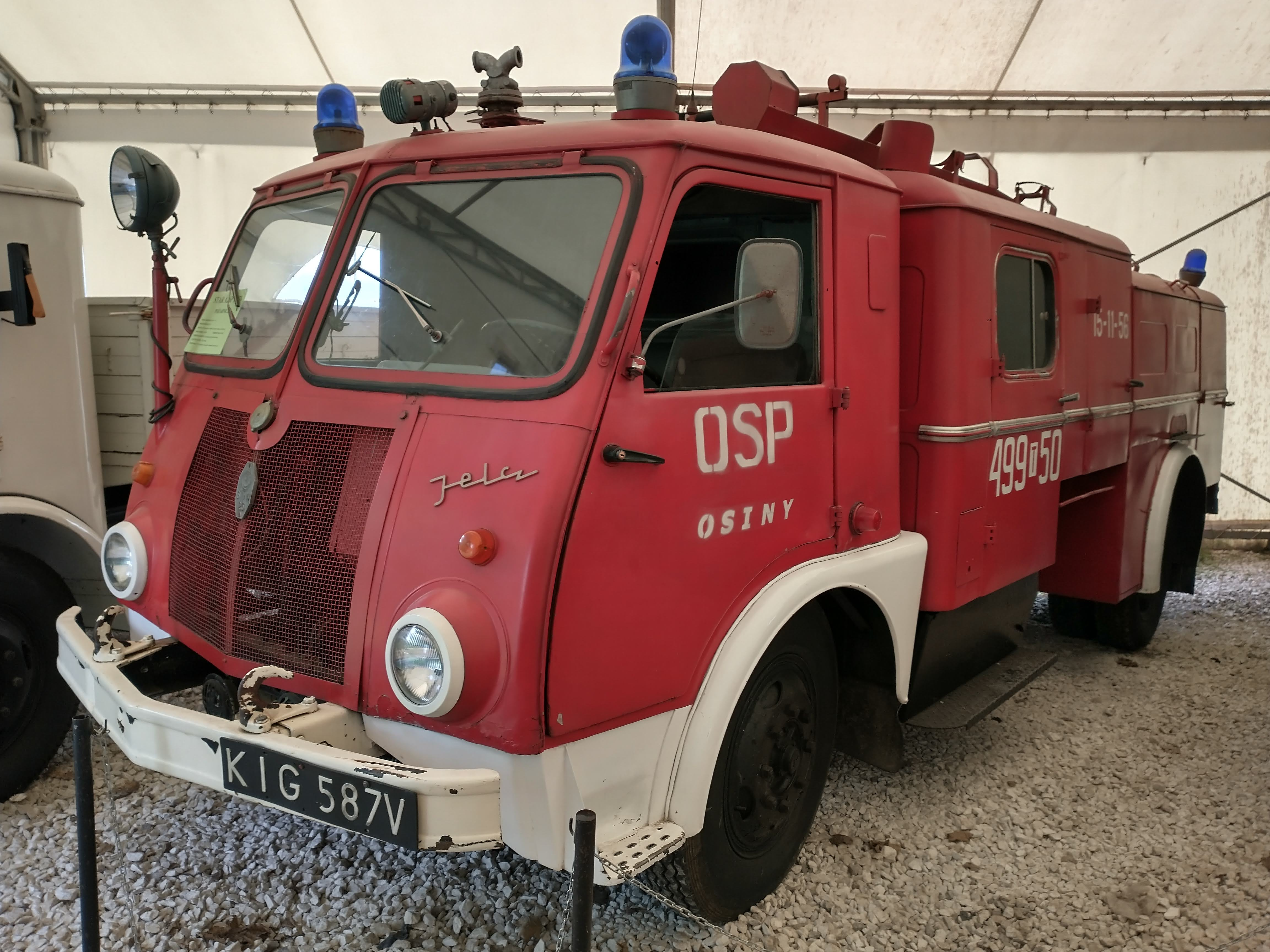
Star A26P
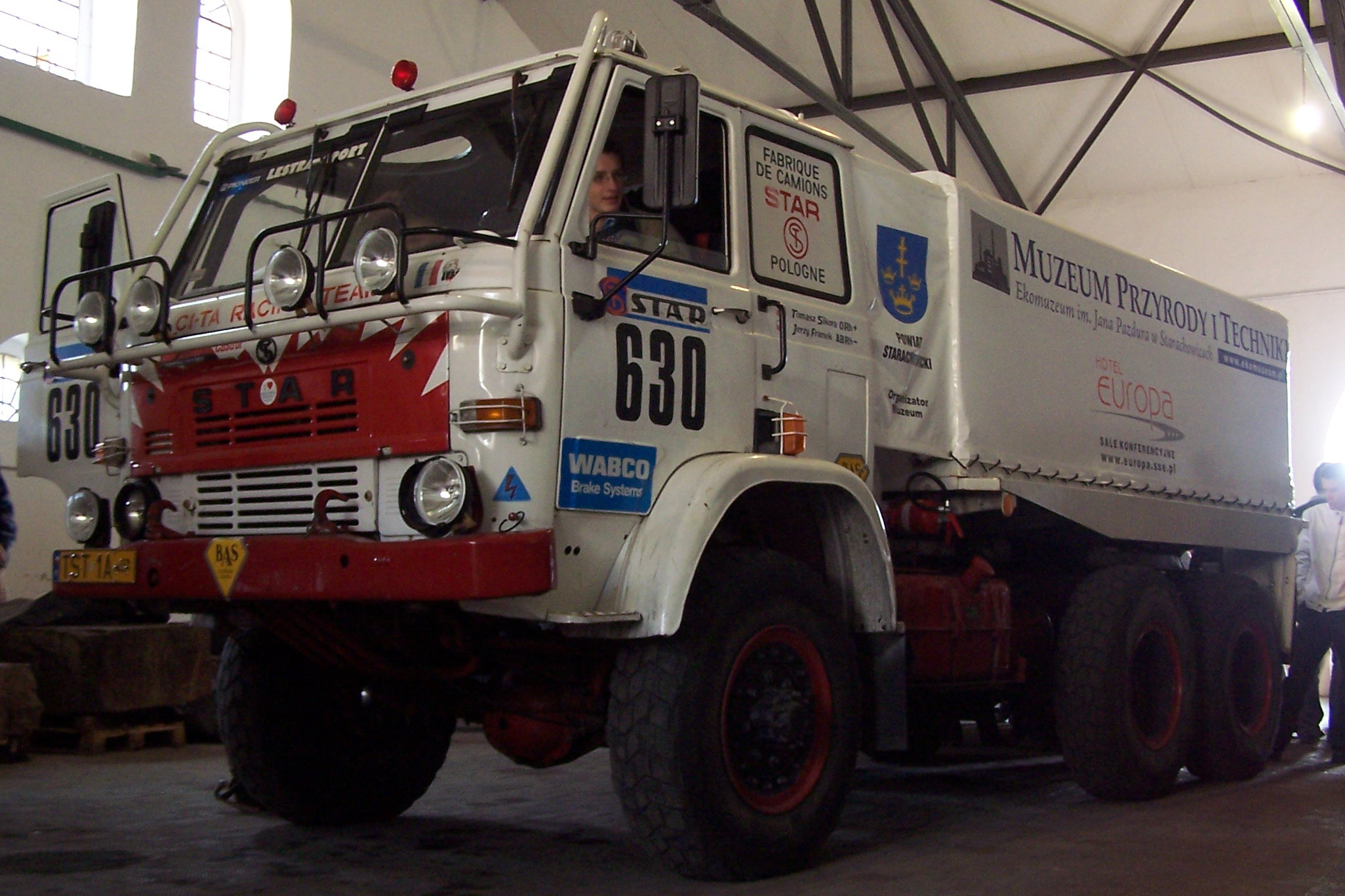
Star 266R w wersji rajdowej
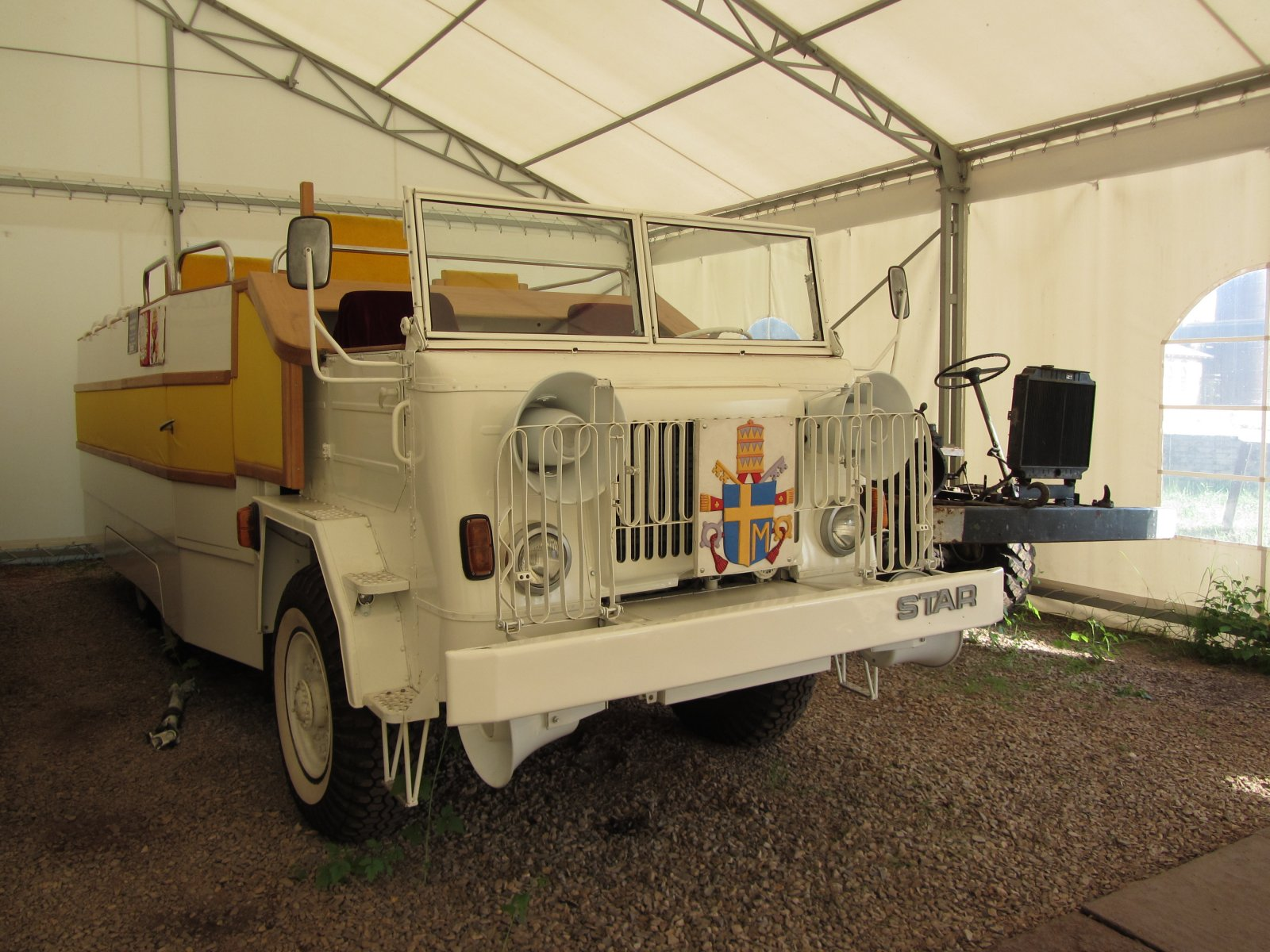
Star 660 - papamobile
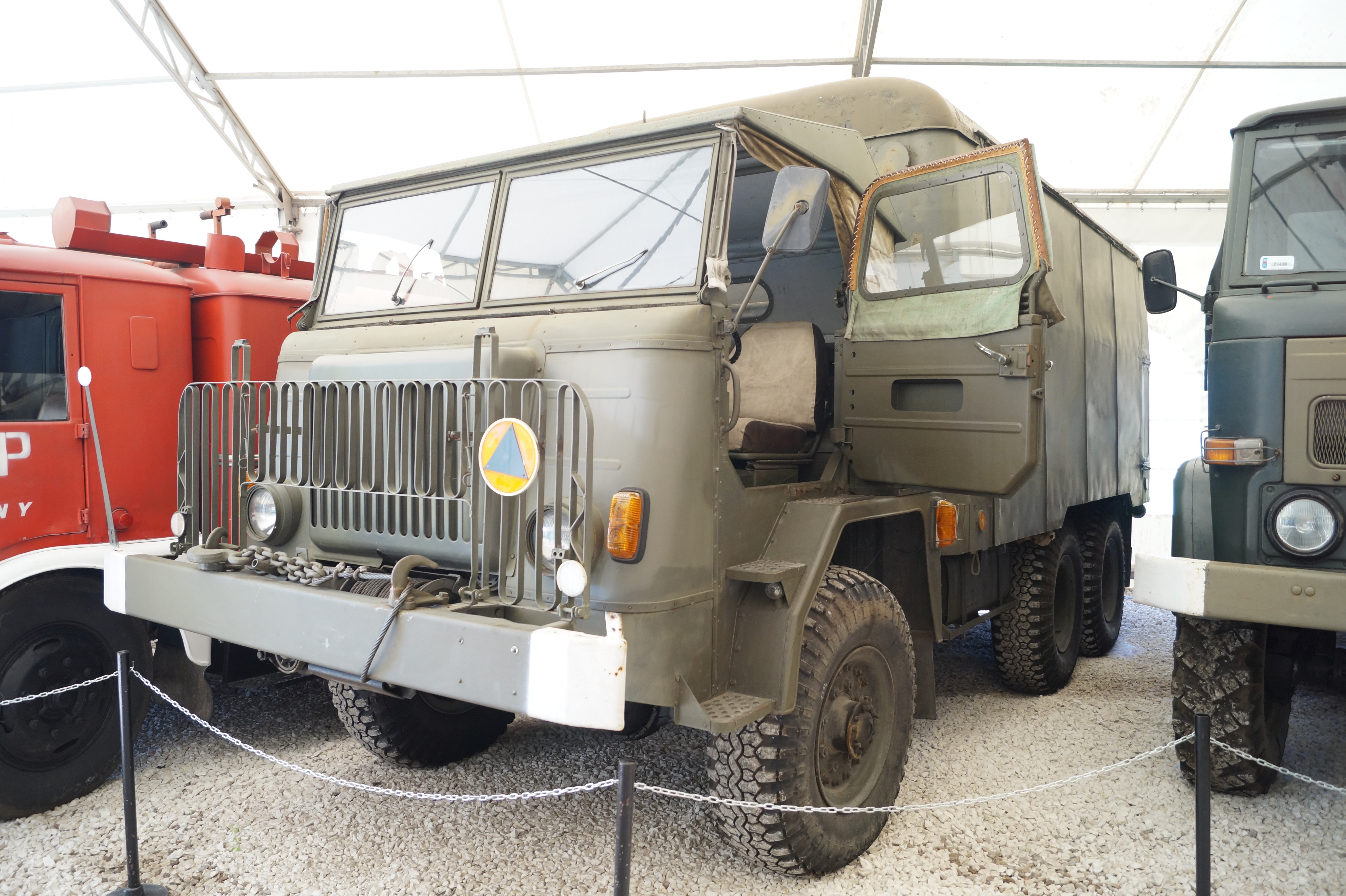
Star 660
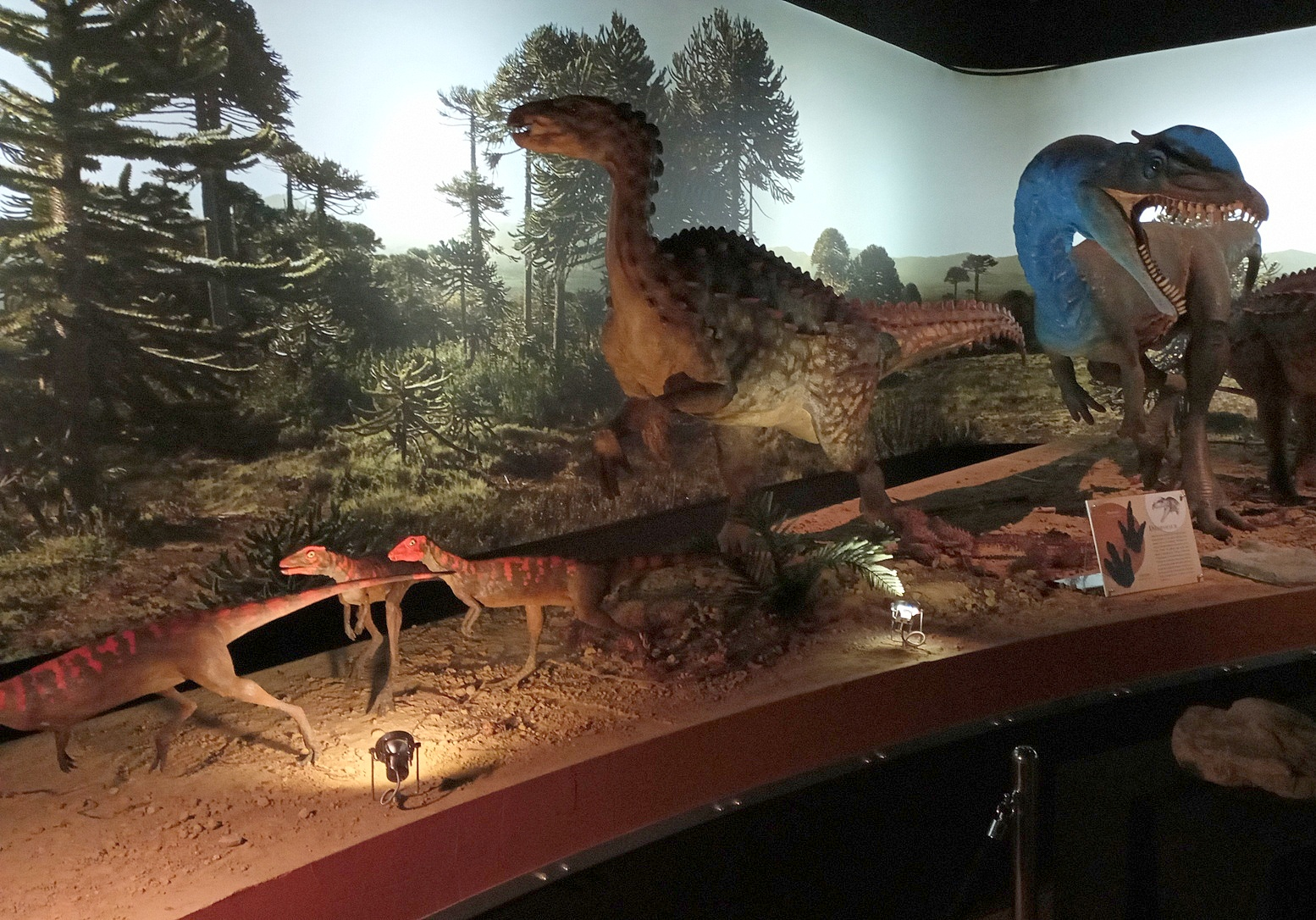
Wystawa paleontologiczna